# The Gift (album de Midge Ure)
Pour les articles homonymes, voir The Gift.
Albums de Midge Ure
Answers to Nothing
(1988)
Singles
1. If I Was
Sortie : septembre 1985
2. That Certain Smile
Sortie : novembre 1985
3. Wastelands
Sortie : janvier 1986

The Gift est le premier album studio en solo du chanteur britannique Midge Ure sorti en octobre 1985.
Midge Ure sort son premier album solo entre deux albums de son groupe Ultravox : Lament, sorti en 1984, et U-Vox, paru en 1986.
The Gift obtient un bon succès, principalement au Royaume-Uni où il se classe 2e des ventes. Trois singles en sont extraits, dont le premier, If I Was, se place en tête des charts britanniques.
Parmi les musiciens invités on trouve notamment Mark King, bassiste et chanteur de Level 42, Mark Brzezicki, batteur de Big Country et Glenn Gregory, le chanteur de Heaven 17.
The Gift est réédité une première fois en 1996 avec quatre titres supplémentaires sortis à l'origine en face B de singles, puis en 2010 avec un second CD de bonus.

## Liste des titres

### Édition originale
| No  | Titre                                       | Auteur                        | Durée |
| --- | ------------------------------------------- | ----------------------------- | ----- |
| 1.  | If I Was                                    | - Midge Ure - Daniel Mitchell | 5:22  |
| 2.  | When the Winds Blow                         | - Ure - Mitchell              | 4:07  |
| 3.  | Living in the Past (reprise de Jethro Tull) | Ian Anderson                  | 4:35  |
| 4.  | That Certain Smile                          | - Ure - Mitchell              | 4:08  |
| 5.  | The Gift                                    | Ure                           | 5:00  |
| 6.  | Antilles (instrumental)                     | Ure                           | 4:08  |
| 7.  | Wastelands                                  | - Ure - Mitchell              | 4:40  |
| 8.  | Edo (instrumental)                          | Ure                           | 3:24  |
| 9.  | The Chieftain (instrumental)                | Ure                           | 4:45  |
| 10. | She Cried                                   | - Ure - Mitchell              | 4:12  |
| 11. | The Gift (reprise) (instrumental)           | Ure                           | 1:45  |

### Titres supplémentaires de l'édition 1996
| No  | Titre | Auteur      | Durée |
| --- | --- | ----------- | ----- |
| 12. | Mood Music (instrumental (face b du single No Regrets sorti en 1982))                                        | Ure         | 3:30  |
| 13. | Piano (instrumental (face b du single If I Was))                                                             | Ure         | 2:28  |
| 14. | The Man Who Sold the World (reprise de David Bowie (face b du maxi single If I Was))                         | David Bowie | 5:37  |
| 15. | The Gift (instrumental) (version instrumentale de la chanson homonyme (face b du single That Certain Smile)) | Ure         | 5:11  |

### Titres du disque bonus de l'édition 2010
| No  | Titre | Auteur                             | Durée |
| --- | --- | ---------------------------------- | ----- |
| 1.  | No Regrets (premier single en solo de Midge Ure. Reprise de Tom Rush)                                     | Tom Rush                           | 4:02  |
| 2.  | Mood Music (instrumental)                                                                                 | Ure                                | 3:30  |
| 3.  | If I Was (Extended Mix)                                                                                   | - Ure - Mitchell                   | 6:41  |
| 4.  | Piano (instrumental)                                                                                      | Ure                                | 2:26  |
| 5.  | The Man Who Sold the World                                                                                | Bowie                              | 5:43  |
| 6.  | That Certain Smile (Extended Mix)                                                                         | - Ure - Mitchell                   | 6:35  |
| 7.  | The Gift (instrumental)                                                                                   | Ure                                | 5:09  |
| 8.  | Fade to Grey (Live) (reprise de Visage)                                                                   | - Billy Currie - Chris Payne - Ure | 4:47  |
| 9.  | Wastelands (Extended Mix)                                                                                 | - Ure - Mitchell                   | 6:12  |
| 10. | When the Winds Blow (Live)                                                                                | - Ure - Mitchell                   | 3:59  |
| 11. | After a Fashion (Live)                                                                                    | - Mick Karn - Ure                  | 4:37  |
| 12. | The Chieftain / The Dancer (Live) (enchaînement de deux instrumentaux. The Dancer est un titre de Visage) | Ure / - Ure - Rusty Egan           | 5:51  |
| 13. | Call of the Wild (Extended Mix)                                                                           | - Ure - Mitchell - Colin King      | 8:03  |
| 14. | That Certain Smile (Live)                                                                                 | - Ure - Mitchell                   | 4:01  |
| 15. | The Gift (Live)                                                                                           | Ure                                | 5:09  |

## Musiciens
Édition originale
- Midge Ure : chant, guitares, claviers
- Mark King : basse (titres 1,3 et 9)
- Nigel Ross-Scott : basse (titres 4 et 10)
- Mark Brzezicki : batterie (titre 7)
- Lindsay Elliott : batterie (titre 4)
- Paul Mosby : mizmar (titre 10)
- Glenn Gregory : chœurs (titre 6)
- Mae McKenna, Lorenza Johnson, Jackie Challenor : chœurs (titres 4 et 7)

Disque bonus de l'édition de 2010
- Midge Ure : chant, guitares, claviers
- Kevin Powell : basse (titres 8,10 à 15)
- Kenny Hyslop : batterie (titres 8,10 à 12, 14 et 15)
- Craig Armstrong et Daniel Mitchell : claviers (titres 8,10 à 12,14 et 15)
- Zal Cleminson : guitare (titres 10 à 12,14 et 15)
- Mick Ronson : guitare (titre 8)
- Mark King : basse (titre 3)
- Nigel Ross-Scott : basse (titre 6)
- Lindsey Elliott : batterie (titre 6)
- Mae McKenna, Lorenza Johnson, Jackie Challenor : chœurs (titres 6 et 9)
- Mark Brzezicki : batterie (titre 9)

## Classements hebdomadaires
| Classement (1985)             | Meilleure place |
| ----------------------------- | --------------- |
| Allemagne (Media Control AG)  | 28              |
| Nouvelle-Zélande (RIANZ)      | 24              |
| Pays-Bas (Mega Album Top 100) | 42              |
| Royaume-Uni (UK Albums Chart) | 2               |
| Suède (Sverigetopplistan)     | 25              |

## Certifications
| Pays              | Certification | Unités certifiées |
| ----------------- | ------------- | ----------------- |
| Royaume-Uni (BPI) | Or            | 100 000           |